# Емпорион
Емпòрион, емпориум е тържище през античността, застроено с търговски сгради, складови помещения и други.
Емпорионите възникват извън градските стени на селища край морето (наименованието означава „пристанищно тържище“) или на особено важни и оживени кръстопътища във вътрешността, а от IV век пр.н.е. – и в селищата. През IV век пр.н.е. древногръцкият град Тасос основава емпориона Пистирос (край град Септември), около 180 г. възниква Дискодуратера (до село Гостилица, Габровско), който спада към Августа Траяна (Стара Загора); по време на управлението (193 – 211 г.) на Септимий Север възниква емпорионът Пизос (до село Димитриево, Старозагорско). Главно през II век в Римската империя са създавани емпориони, в които населението е прехвърляно от други села и е обезщетявано със земи.